# 카런 뮐더르
카런 뮐더르(Karen Mulder, 1970년 6월 1일 ~ )는 네덜란드의 모델, 가수이다.